# Litosea
Litosea là một chi bướm đêm thuộc họ Noctuidae.